# 济金绍尔
济金绍尔位于塞内加尔西南部卡萨芒斯河畔，是济金绍尔区的首府，人口逾20万（2002年）。它是塞内加尔第七大城市，但冈比亚將其与塞内加尔北部大部分地区隔離開來。
12°35′10″N 16°16′15″W / 12.58611°N 16.27075°W